# Grönländischer Kulturpreis
Der Grönländische Kulturpreis (dänisch Den Grønlandske Kulturpris, grönländisch Kalaallit Nunaanni kulturilerisunut nersornaat) ist ein Preis, der jährlich von der grönländischen Regierung vergeben wird.
Die Preisträger werden durch den grönländischen Kulturminister vorgeschlagen und am 21. Juni, dem grönländischen Nationalfeiertag, geehrt. Die erste Verleihung erfolgte 1982. Seither wird er an eine oder mehrere Personen oder Institutionen vergeben, die das kulturelle Leben in Grönland bereichern. Er ist mit einem Preisgeld von 50.000 Kronen verbunden.
Seit 2016 wird zudem ein Aufmunterungspreis (dänisch Opmuntringspris, grönländisch Kajumissaasiut) vergeben, der junge Kulturtalente motivieren und fördern soll. Die Preisträger erhalten 10.000 Kronen. 

## Liste der Träger des Kulturpreises
- 1982: NIPE, Otto Sandgreen, Peter Enoksen, Anthon Berthelsen
- 1983: Hans Lynge, Jakob II Egede
- 1984: Frederik Nielsen, Simon Kristoffersen
- 1985: Jens Rosing, Villads Villadsen
- 1986: Manasse Mathæussen
- 1987: Knud Rasmussenip Højskolia
- 1988: Martha Biilmann, Hans Christian Petersen
- 1989: Aka Høegh, Kiistat Lund, Rasmus Lyberth
- 1990: Christian Berthelsen
- 1991: Gudrun Chemnitz
- 1992: Hans A. Hansen, Malik Høegh
- 1993: Robert Petersen, Jens Jørgen Fleischer, Jens Danielsen
- 1994: Qaannat Kattuffiat
- 1995: Pauline Motzfeldt Lumholt, Nuuk Posse
- 1996: Karl Heilmann, Gerth Pîvât
- 1997: Ulloriannguaq Kristiansen
- 1998: Avannaata Qimussersua
- 1999: Hans Anthon Lynge, Silamiut
- 2000: Bodil Kaalund, Juaaka Lyberth
- 2001: Maaliaaraq Vebæk
- 2002: Thue Christiansen, Pilunnguaq Lynge
- 2003: NIPE, Julie Berthelsen
- 2004: Jørgen Fleischer
- 2005: Regine Brandt, Benedikte Brandt
- 2006: Simon Løvstrøm, Enok Poulsen
- 2007: Ruth Motzfeldt, Per Rosing
- 2008: Anna Kûitse Thastum, Priscilla Josefsen
- 2009: Miilu Lars Lund, Johanne Bech
- 2010: Arnat Peqatigiit Kattuffiat
- 2011: Makka Kleist, Frederik Kristensen
- 2012: Anne-Birthe Hove, Ole Kristiansen
- 2013: Jørgen Kristensen, Qaanaami Aalisartut Piniartut Peqatigiit, NAIP
- 2014: Jørgen Kleemann, Atuagassiaq Kalaaleq, Magnus Larsen
- 2015: Inuk Silis-Høegh
- 2016: Siiva Fleischer
- 2017: Ville Siegstad, Niels Henrik Lynge
- 2018: Ida Heinrich
- 2019: Pipaluk K. Jørgensen
- 2020: Pele Møller
- 2021: Mads Grønvold, Neriusaaq
- 2022: Niviaq Korneliussen, Tønnes Kreutzmann
- 2023: Liv Aurora Jensen, Peter Jensen
- 2024: Nuka K. Godtfredsen
- 2025: Miké Thomsen

## Liste der Träger des Aufmunterungspreises
- 2016: Sørine Steenholdt
- 2017: Josef Tarrak-Petrussen
- 2018: Marc Fussing Rosbach
- 2019: Eino Táunâjik
- 2020: Jens Christian Lyberth Lennert
- 2021: Seqininnguaq Lynge Poulsen
- 2022: nicht verliehen
- 2023: nicht verliehen
- 2024: Heidinnguaq Jensen
- 2025: Malu Lange